# Fascellina subchromaria
Fascellina subchromaria là một loài bướm đêm trong họ Geometridae.